# III kadencja Sejmu Krajowego Galicji
III kadencja Sejmu Krajowego Galicji – trzecia kadencja Sejmu Krajowego Galicji, odbywająca się w latach 1870–1876 we Lwowie.

## Sesje Sejmu

### I sesja
Pierwsza sesja odbyła się w dniach 20 sierpnia – 2 września 1870. Marszałkiem krajowym był książę Leon Ludwik Sapieha, zastępcą Julijan Ławriwśkyj, namiestnikiem Ludwik Possinger-Choborski, komisarzem rządowym Adolf Pauli.
W czasie sesji powołano 9 komisji (zwanych wydziałami), odbyto 11 posiedzeń. Sesję odroczono, ale potem zamknięto reskryptem Ministerstwa Spraw Wewnętrznych z 2 marca 1871.

### II sesja
Druga sesja odbyła się w dniach 14 września – 17 października 1871. Marszałkiem krajowym był książę Leon Sapieha, zastępcą Julijan Ławriwśkyj, namiestnikiem Agenor Romuald Gołuchowski, komisarzem rządowym Oswald Bartmański.
W czasie sesji powołano 13 komisji, odbyto 24 posiedzenia.

### III sesja
Trzecia sesja odbyła się w dniach 5 listopada – 7 grudnia 1872. Marszałkiem krajowym był książę Leon Sapieha, zastępcą Julijan Ławriwśkyj, namiestnikiem Agenor Romuald Gołuchowski, komisarzem rządowym Oswald Bartmański, do spraw szkolnych – Hermann Loebl.
W czasie sesji powołano 9 komisji, odbyto 23 posiedzenia.

### IV sesja
Czwarta sesja odbyła się w dniach 26 listopada 1873 – 17 stycznia 1874. Marszałkiem krajowym był książę Leon Sapieha, zastępcą Jan Saturnin Stupnicki, namiestnikiem Agenor Romuald Gołuchowski, komisarzami rządowymi Oswald Bartmański i Jakub Simonowicz.
W czasie sesji powołano 9 komisji, odbyto 24 posiedzenia.

### V sesja
Piąta sesja odbyła się w dniach 15 września – 18 października 1874. Marszałkiem krajowym był Leon Sapieha, zastępcą Jan Saturnin Stupnicki, namiestnikiem Agenor Romuald Gołuchowski, komisarzem rządowym Oswald Bartmański.
W czasie sesji powołano 11 komisji, odbyto 23 posiedzenia.

### VI sesja
Szósta sesja odbyła się w dniach 6 kwietnia – 29 maja 1875. Marszałkiem krajowym był Alfred Józef Potocki, zastępcą Jan Saturnin Stupnicki, namiestnikiem Agenor Romuald Gołuchowski, komisarzem rządowym Oswald Bartmański.
W czasie sesji powołano 12 komisji, odbyto 34 posiedzenia.

### VII sesja
Siódma sesja odbyła się w dniach 7 marca – 26 kwietnia 1876. Marszałkiem krajowym był Włodzimierz Dzieduszycki, zastępcą Jan Saturnin Stupnicki, namiestnikiem Alfred Józef Potocki, komisarzem rządowym Oswald Bartmański, zastępcą komisarza Hermann Loebl.
W czasie sesji powołano 10 komisji, odbyto 27 posiedzeń.

## Skład Sejmu

### Wiryliści
- Franciszek Ksawery Wierzchleyski – rzymskokatolicki arcybiskup lwowski
- Josyf Sembratowycz – greckokatolicki arcybiskup lwowski
- Grzegorz Michał Szymonowicz – ormiańskokatolicki arcybiskup lwowski (zmarł po sesji w 1875)
- Józef Alojzy Pukalski – rzymskokatolicki biskup tarnowski
- Antoni Junosza Gałecki – wikariusz apostolski diecezji krakowskiej
- Mychajło Małynowski – administrator greckokatolickiej diecezji lwowskiej
- Maciej Hirschler – rzymskokatolicki biskup przemyski (w Sejmie od 1871)
- Jan Saturnin Stupnicki – greckokatolicki biskup przemyski (w Sejmie od 1873)

Rektorzy Uniwersytetu Lwowskiego (obsadzali miejsca, jeżeli w czasie ich rocznej kadencji wypadała sesja Sejmu):
- Hermann Maximilian Schmidt-Goebel (1870)
- Franciszek Kostek (1871)
- Franciszek Kotter (1872)
- Antoni Małecki (1873)
- Wojciech Filarski (1874)
- Maurycy Kabat (1875)
- Euzebiusz Czerkawski (1876)

Rektorzy Uniwersytetu Jagiellońskiego (obsadzali miejsca, jeżeli w czasie ich rocznej kadencji wypadała sesja Sejmu):
- Fryderyk Skobel (1870)
- Józef Kremer (1871)
- Karol Teliga (1872)
- Edward Fierich (1873)
- Gustaw Piotrowski (1874)
- Emilian Czyrniański (1875)
- Fryderyk Zoll (1876)

### Posłowie obieralni

#### I kuria
- 1. Obwód krakowski:
  - Henryk Wodzicki
  - Ludwik Szumańczowski[1]
  - Franciszek Paszkowski
  - Stanisław Michał Starowieyski (na jego miejsce wybrano 19 grudnia 1872 Leonarda Wężyka. Zmarł on po sesji w 1875 i 23 lutego 1876 wybrano Pawła Popiela)
  - Cezary Haller
  - Jerzy Czartoryski
- 2. Obwód brzeżański:
  - Józef Wereszczyński
  - Emil Torosiewicz
  - Franciszek Torosiewicz (po jego śmierci w 1873 19 września 1873 został wybrany Andrzej Cywiński)
- 3. Obwód przemyski:
  - Leon Ludwik Sapieha
  - Maurycy Kraiński
  - Seweryn Smarzewski
- 4. Obwód złoczowski:
  - Apolinary Jaworski
  - August Łoś (na jego miejsce 31 sierpnia 1874 wybrano Włodzimierza Dzieduszyckiego)
  - Maurycy Kabat
- 5. Obwód czortkowski:
  - Walerian Podlewski
  - Agenor Gołuchowski (zmarł w 1875, na jego miejsce 16 lutego 1876 wybrano Tadeusza Dzieduszyckiego)
  - Erazm Wolański
- 6. Obwód tarnowski:
  - Julian Klaczko (na jego miejsce w 1871 obrano Konstantego Pilińskiego)
  - Augustyn Piotrowski (na jego miejsce 19 listopada 1873 obrano Józefa Męcińskiego)
  - Edward Dzwonkowski (złożył mandat, na jego miejsce wybrano Mieczysława Reya)
- 7. Obwód tarnopolski:
  - Kazimierz Grocholski
  - Szczęsny Koziebrodzki
  - Włodzimierz Łoś (zmarł w 1873, na jego miejsce obrano 19 listopada 1873 Kazimierza Szeliskiego)
- 8. Obwód sanocki:
  - Edward Gniewosz (na jego miejsce 16 lutego 1876 obrano Gustawa Romera)
  - Zenon Słonecki
  - Ludwik Skrzyński
- 9. Obwód samborski:
  - Aleksander Dunin Borkowski (na jego opróżniony mandat obrano 29 października 1872 Macieja Serwatowskiego)
  - Piotr Gross
  - Henryk Janko (na jego opróżniony mandat 29 października 1872 obrano Marcelego Madeyskiego)
- 10. Obwód żółkiewski:
  - Antoni Jabłonowski (pierwotnie mandat ten zdobył Agenor Gołuchowski, ale przyjął mandat w Czortkowie. Na jego miejsce obrano Antoniego Jabłonowskiego, a następnie 29 października 1872 Artura Głogowskiego)
  - Jan Czajkowski
  - Stanisław Polanowski
- 11. Obwód sądecki:
  - Józef Szujski
  - Franciszek Trzecieski (zmarł przed sesją w 1876)
- 12. Obwód rzeszowski:
  - Stanisław Kostka Tarnowski
  - Ludwik Wodzicki (na opróżnione przez obu mandaty wybrano 31 sierpnia 1874 Józefa Badeniego i 8 kwietnia 1875 Edwarda Jędrzejowicza)
- 13. Obwód stryjski:
  - Jerzy Czartoryski (zrezygnował z mandatu na rzecz krakowskiego, na jego miejsce obrano Tomasza Horodyskiego)
  - Oktaw Pietruski
- 14. Obwód stanisławowski:
  - Paweł Skwarczyński
  - Eustachy Rylski
- 15. Obwód kołomyjski:
  - Kajetan Agopsowicz (zmarł 13 listopada 1874, na jego miejsce obrano 2 kwietnia 1875 Dawida Abrahamowicza)
  - Antoni Golejewski
- 16. Obwód lwowski:
  - Edward Weissman

#### II kuria
- Józef Breuer (Izba lwowska)
- Ferdynand Weigel (Izba krakowska)
- Friedrich von Beust (Izba brodzka, 29 sierpnia 1870 poprosił o urlop z powodu innych zajęć, 22 grudnia 1873 na jego miejsce obrano Alfreda Hausnera)

#### III kuria
- 1. Okręg Lwów:
  - Herman Frankel (na jego miejsce 29 października 1872 obrano Aleksandra Jasińskiego)
  - Wacław Dąbrowski
  - Franciszek Jan Smolka
  - Florian Ziemiałkowski
- 2. Okręg Kraków:
  - Józef Majer
  - Mikołaj Zyblikiewicz
  - Leon Wojciech Chrzanowski
- 3. Okręg Przemyśl:
  - Adam Stanisław Sapieha (25 sierpnia 1873 obrano za niego Walerego Waygarta)
- 4. Okręg Stanisławów:
  - Ignacy Kamiński
- 5. Okręg Tarnopol:
  - Zygmunt Sawczyński
- 6. Okręg Brody:
  - Natan Kallir (złożył mandat 30 grudnia 1873, na jego miejsce obrano 25 sierpnia 1874 Filipa Zuckera)
- 7. Okręg Jarosław:
  - Władysław Badeni
- 8. Okręg Drohobycz:
  - Ludwik Wolski (na jego miejsce 18 listopada 1873 wybrano Mykołę Antonowycza)
- 9. Okręg Biała:
  - Franciszek Strzygowski (5 grudnia 1873 na jego miejsce obrano Rudolfa Bukowskiego)
- 10. Okręg Nowy Sącz:
  - Julian Dunajewski
- 11. Okręg Tarnów:
  - Klemens Rutowski
- 12. Okręg Rzeszów:
  - Euzebiusz Czerkawski
- 13. Okręg Sambor:
  - Julian Szemelowski
- 14. Okręg Stryj:
  - Julijan Ławriwśkyj (zmarł w 1873, na jego miejsce 17 listopada 1873 obrano Filipa Fruchtmana)
- 15. Okręg Kołomyja:
  - Krzysztof Bogdanowicz (zmarł przed sesją w 1876)

#### IV kuria
Według numerów okręgów wyborczych:
1. Okręg Lwów-Winniki-Szczerzec – Kornel Krzeczunowicz
2. Okręg Gródek-Janów – Emil Pfeiffer
3. Okręg Brzeżany-Przemyślany – Alfred Józef Potocki
4. Okręg Bóbrka-Chodorów – Mieczysław Szczepański
5. Okręg Rohatyn-Bursztyn – Kiryło Hubar
6. Okręg Podhajce-Kozowa – Ilia Fecak
7. Okręg Zaleszczyki-Tłuste – Mykoła Bojczuk (od 29 października 1872 ks. Teodor Lisiewycz)
8. Okręg Borszczów-Mielnica – Fedir Hajdamacha
9. Okręg Czortków-Jazłowiec-Budzanów – Mikołaj Wolański
10. Okręg Kopyczyńce-Husiatyn – Wilhelm Siemieński-Lewicki
11. Okręg Kołomyja-Gwoździec-Peczeniżyn – ks. Iwan Łewyćkyj (złożył mandat, na jego miejsce 12 grudnia 1872 wybrano Eugeniusza Kuczkowskiego)
12. Okręg Horodenka-Obertyn – Wasyl Całkowśkyj
13. Okręg Kosów-Kuty – Matwij Kaszewko
14. Okręg Śniatyń-Zabołotów – ks. Iwan Ozarkewycz (złożył mandat w 1875, na jego miejsce 18 maja 1875 obrano ks. Mychajła Korzynśkiego)
15. Okręg Przemyśl-Niżankowice – ks. Hryhorij Szaszkewycz
16. Okręg Jarosław-Sieniawa-Radymno – Stefan Zamoyski
17. Okręg Jaworów-Krakowiec – Jan Kanty Szeptycki
18. Okręg Mościska-Sądowa Wisznia – Władysław Szott
19. Okręg Sambor-Stare Miasto-Stara Sól – Michał Popiel
20. Okręg Turka-Borynia – Karol Bartoszewski
21. Okręg Drohobycz-Podbuż – Wasyl Kocko
22. Okręg Rudki-Komarno – Paweł Lisiniecki
23. Okręg Łąka-Medenice – Danyło Iwanysziw
24. Okręg Sanok-Rymanów-Bukowsko – Petro Kocyłowski
25. Okręg Lisko-Baligród-Lutowiska – Iwan Kerepin
26. Okręg Dobromil-Ustrzyki-Bircza – Józef Tyszkowski
27. Okręg Dubiecko-Brzozów – Feliks Pohorecki (złożył mandat 13 października 1874, na jego miejsce 24 sierpnia 1874 obrano ks. Wojciecha Stępka)
28. Okręg Stanisławów-Halicz – ks. Mychajło Kozanowycz
29. Okręg Bohorodczany-Sołotwina – ks. Ołeksa Zakłynśkyj
30. Okręg Monasterzyska-Buczacz – ks. Hawryło Kryżanowskyj
31. Okręg Nadwórna-Delatyn – ks. Kornyło Mandyczewski
32. Okręg Tyśmienica-Tłumacz – Mychajło Demkiw (jego wybór unieważniono 16 września 1871, na jego miejsce wybrano ks. Osypa Zawadowśkiego)
33. Okręg Stryj-Skole – ks. Osyp Kulczyćkyj
34. Okręg Dolina-Bolechów-Rożniatów – Apolinary Hoppen
35. Okręg Kałusz-Wojniłów – ks. Antoni Petruszewicz
36. Okręg Mikołajów-Żurawno – Wasyl Kowalski
37. Okręg Tarnopol-Ihrowica-Mikulińce – ks. Wasyl Fortuna
38. Okręg Skałat-Grzymałów – ks. Hnat Halka
39. Okręg Zbaraż-Medyń – ks. Stepan Kaczała
40. Okręg Trembowla-Złotniki – Włodzimierz Baworowski
41. Okręg Złoczów-Gliniany – Józef Wesołowski
42. Okręg Łopatyn-Brody-Radziechów – Teodor Biłous
43. Okręg Busk-Kamionka Strumiłowa-Olesko – ks. Josyf Krasycki
44. Okręg Załośce-Zborów – Iwan Bodnar
45. Okręg Żółkiew-Kulików-Mosty Wielkie – Iwan Pełech
46. Okręg Bełz-Uhnów-Sokal – ks. Osyp Jajus (jego wyboru sejm nie uznał, mandat był nieobsadzony w latach 1870–1871, następnie obrano ks. Teofila Pawłykiwa)
47. Okręg Lubaczów-Cieszanów – Józef Seifert (złożył mandat 19 sierpnia 1870, na jego miejsce obrano ks. Pawła Jaworśkiego)
48. Okręg Rawa-Niemirów – Amwrosij Janowśkyj
49. Okręg Kraków-Mogiła-Liszki-Skawina – Julian Kirchmajer (zmarł w 1874, na jego miejsce 24 sierpnia 1874 obrano ks. Jana Chełmeckiego)
50. Okręg Chrzanów-Jaworzno-Krzeszowice – Jan Spławiński
51. Okręg Bochnia-Niepołomice-Wiśnicz – Franciszek Hoszard
52. Okręg Brzesko-Radłów-Wojnicz – ks. Michał Król
53. Okręg Wieliczka-Podgórze-Dobczyce – Henryk Konopka
54. Okręg Jasło-Brzostek-Frysztak – Antoni Michalski
55. Okręg Gorlice-Biecz – Andrzej Rydzowski
56. Okręg Dukla-Krosno-Żmigród – Józef Jasiński
57. Okręg Rzeszów-Głogów – Jan Wiśniowski
58. Okręg Łańcut-Przeworsk – Feliks Firlej
59. Okręg Leżajsk-Sokołów-Ulanów – Jędrzej Kobylarz
60. Okręg Rozwadów-Tarnobrzeg-Nisko – Jan Drozd
61. Okręg Tyczyn-Strzyżów – Stanisław Szurlej
62. Okręg Nowy Sącz-Grybów-Ciężkowice – Jakub Laskosz
63. Okręg Stary Sącz-Krynica – Jan Oskard
64. Okręg Nowy Targ-Krościenko – Adolf Tetmajer
65. Okręg Limanowa-Skrzydlna – Tomasz Gawronek (utracił mandat 30 kwietnia 1875, na jego miejsce w 1876 obrano Walentego Jaworskiego)
66. Okręg Tarnów-Tuchów – Maciej Włodek, po jego rezygnacji w 1876 w jego miejsce wybrano Eustachego Stanisława Sanguszkę
67. Okręg Dąbrowa-Żabno – Szczepan Żołędź
68. Okręg Dębica-Pilzno – Piotr Garbaczyński
69. Okręg Ropczyce-Kolbuszowa – Jędrzej Kuzara
70. Okręg Mielec-Zassów – Jan Józef Tarnowski
71. Okręg Wadowice-Kalwaria-Andrychów – Józef Baum
72. Okręg Kenty-Biała-Oświęcim – Franciszek Chrapek
73. Okręg Myślenice-Jordanów-Maków – Jan Turczyn
74. Okręg Żywiec-Ślemień-Milówka – Antoni Siwiec